# Драгутин Хинц
Драгутин Хинц је био српски књижар који је радио и, најчешће о свом трошку, издавао књиге у Новом Саду током друге половине XIX века. Његова објављенија обухватају дела српских књижевника, преводе дела страних аутора, као и неколико књижевних најава које нису реализоване.

## Биографија
Између 1850. и 1860. године у Новом Саду је трговину књигама имао и Драгутин Хинц. Хинц је пореклом био из Ердеља и након што је завршио књижарски занат, ступио је у војску. По повратку из војске Хинц је радио у књижарама у Пешти, Бечу и Сегедину, а затим 1858. године долази у Нови Сад где је радио као деловођа у књижари Петра Стојановића. Био је изузетно вредан и посвећен књижар и издавач, али и главни комисионар издања Матице српске. Књиге, најчешће на српском језику, је углавном набављао у Београду. Претпоставља се и да је Хинц основао прву библиотеку за позајмљивање књига у Новом Саду. 1861. године Хинц се суочава са банкротом, те већ наредне године престаје са радом његова књижара и Хинц одлази из Новог Сада у Сегедин. Нажалост, нема података о години и месту његовог рођења и смрти.

## Књижарска делатност
Књижевна и књижарска активност у Војводини била је у пуном јеку током шездесетих година XIX века. Током овог периода књижевно друштво Срба у Војводини Матица српска издаје, под уредништвом Антонија Хаџића две свеске свога летописа (стоту и сто прву), али и расписује бројне награде.

### 1860. година
Поред Матице српске, јавили су се и појединци са жељом да потпомажу књижевност. Један од њих је и новосадски књижар Драгутин Хинц. Хинц је 1860. године, првенствено о свом трошку, објавио неколико значајних дела светске књижевности као што су „Ђаур” Лорда Бајрона у преводу Аце Поповића и „Робинсон Крусо” Данијела Дефоа, али и дела српских аутора као што су „Образи из опште историје” Николе Крстића, „Сто дана” Аце Поповића и „Хајдук Вељко, Васо Чарапић, Јанко Катић и Станоје Главаш” Јоксима Оточанина-Новића. Хинц исте године објављује и „Источни бисер” Јована Јовановића Змаја, иако је позивом на претплату у којој се наводи „новци у плаћеним писмима шаљу се на Драгутина Хинца”, добио свега 17 претплатника за ту књигу. За тај немар је „Даница” одмах очитала поштованој публици пристојну буквицу, после које су поједине даме скупиле много више претплатника него овај новосадски књижар-издавач, који је 1860. године помогао при доради новог издања „Горског вијенца” Петра II Петровића Његоша. Исте године Хинц издаје преко Епископске књигопечатње „Бисер и драго камење на украшење детиње душе и срца” Ђорђа Натошевића, а затим најављује и први део романа „Милан Наранџић” Јакова Игњатовића под називом „Тридесет година из живота Милана Наранџића” који исте године и објављује, такође о свом трошку.

### 1861. и 1862. година
Глигорије Возаровић је у оквиру свог пројекта издавања сабраних дела Доситеја Обрадовића објавио више засебних огласа. Објављивани су и огласи за дела која нису касније била објављена те су тако сами огласи остали једино сведочанство о одређеном науму, читалачкој публици и условима за културну продукцију. Драгутин Хинц је најављивао Доситејеве „Басне” које ипак није објавио. Године 1862. Хинц је издао и „Војевање српско под Карађорђем” које се могло купити у Београду, Бечу, Будимпешти, Лајпцигу и Петрограду, данас Санкт Петербургу.

## Најзначајнија објављенија
- Образи изъ обште исторіє: Никола Крстићъ. – У Новоме Саду: Драгутин Хинц, 1860.
- Сто дана: песме од Аце Поповића. – У Новом Саду: трошком Драгутина Хинца, 1860. (У Новом Саду : Епископска књигопечатња).
- ТридесетЪ година из живота Милана Наранџића, романЪ одЪ Якова Игнятовића: ДрагутинЪ ХинцЪ, кнЬижарЪ и издавателЪ (1860, У НовомЪ Саду: Брзотиском Епископске кнЬигопечатнě, 1860).
- Источни бисер: скупљене песме разних источних песника:  Јован Јовановић - Нови Сад: Драгутин Хинц, 1861. (Нови Сад: Брзотиском Епископске Кньигопечатне).
- Хајдук Вељко, Васо Чарапић, Јанко Катић и Станоје Главаш: из српства Јоксима Новића Оточанина. - У Новом Саду: трошком Драгутина Хинца, 1860. (Нови Сад: Брзотиском епископске књигопечатње).
- Ђаур: Лорд Бајрон: србски од Аце Поповића. - У Новом Саду: Трошком Драгутина Хинца, 1860. (Нови Сад: Брзотиском епископске кнЬигопечатнЬе).
- Бисер и драго каменě на украшенě детиє душе и срца: Ђорђе Натошевић - У Новом Саду: Издала Кньижара Драгутина Хинца, 1860. (Брзотискомъ епіскопске кньигопечатнě).
- ВОЄВАНѢ србско подъ Карађорђемъ. - У Новоме Саду: Издала кньижара Драгутина Хинца, 1862.